# Venado (San Carlos)
Venado es un distrito del cantón de San Carlos, en la provincia de Alajuela, de Costa Rica.

## Historia
Fue creado bajo el Decreto Ejecutivo 18, el 14 de abril de 1966, segregándose del cantón de Grecia. Finalmente en 1970 se anexa al cantón de San Carlos.

## Ubicación
Limita al noreste con el distrito de Monterrey, al sureste con el distrito La Fortuna, al noroeste con el cantón de Guatuso y al oeste y suroeste con el cantón de Tilarán, más específicamente con el distrito de Arenal.

## Geografía
Venado cuenta con un área de 169,19 km² y una altitud media de 252 m s. n. m.
Es el octavo distrito del cantón por superficie. Posee una variación de altura de entre 100 a 800 m s. n. m.

### Hidrografía
Los sitios en donde mejor se halla expuesta esta formación son los cauces de los ríos Venado, La Muerte, Quebrada el túnel, el río Jicarito, río Pataste y de manera preferencial en las llamadas grutas de Venado.

### Orografía
Actualmente en el territorio de San Carlos se reconocen cinco formaciones: Venado, Buena Vista, Cote, Cureña y Volcánica Cuaternaria. La formación de Venado es la más antigua, con una edad que oscila entre 12 y 18 millones de años. Está constituida esencialmente por rocas areniscas, limonitas que posteriormente fueron recubiertas por rocas volcánicas pertenecientes al grupo aguacate lo mismo que la formación de Buena Vista y finalmente por materiales piroclásticos lanzados por el volcán Arenal a lo largo de sus 7000 años de existencia.

## Demografía
Para el año 2022, Venado cuenta con una población estimada de 2934 habitantes, y para el último censo efectuado, en 2011, Venado contaba con una población de 1754 habitantes

## Localidades
- Poblados: Altamirita, Alto Blanca Lucía, Burío, Cacao, Delicias, Esperanza, Jicarito, Lindavista, Poma (parte), Puerto Seco, San Isidro, Santa Eulalia (parte), Santa Lucía, Tigra.

## Economía

### Ganadería y actividad lechera
Por ser una zona rural, la economía se basa principalmente en la ganadería y por ende en la producción de productos lácteos (leche, queso, natilla).
Con respecto al comercio, no es muy marcado, pero como en todo lugar, existen algunas tiendas y establecimientos.

### Turismo
El turismo es una de las actividades de la zona. Primero por estar estratégicamente cerca de  La Fortuna y el cantón de Guatuso. Segundo porque Venado posee su propio atractivo turístico, el cual son Las Cavernas de Venado. Estas se encuentran a 3 km del centro de Venado, a unos 45 minutos de La Fortuna. 
Son una formación de hace 15 o 20 millones de años, durante el período Mioceno. Estas estuvieron bajo el nivel del mar y gracias a movimientos de placas tectónicas salieron hasta ser parte de la superficie. Las cavernas fueron descubiertas por los aborígenes guatusos y están formadas por rocas calizas, estalactitas, estalagmitas y corales. La entrada a las cavernas fue descubierta en el año de 1962. La caverna consta de 12 estancias de diversos tamaños, algunas de ellas son bastante angostas y bajas, por lo que en ocasiones se debe cruzar ríos subterráneos.

### Comercio y servicios
La villa de Venado cuenta con los siguientes servicios estatales:
- A y A
- CEN CINAI
- Clínica EBAIS

Además de contar con los siguientes establecimientos comerciales:
- Agrocomercial Venado
- Bar y Restaurante el Invernadero
- Escuela Entre Ríos
- Librería Deylin
- Liceo Rural Venado
- Productos Lácteos JJ. Valenciano
- Salón de Belleza Jessi
- Soda Jireth
- Super la Cadena
- Super La Pachanga
- Tienda Ana
- Tienda Diana

## Transporte

### Autobús
La conexión de bus directa que se ofrece en autobús desde el lugar es a Quesada, pero también puede llegarse en autobús a Fortuna, Guatuso, Upala, entre otros...

### Carreteras
Al distrito lo atraviesan las siguientes rutas nacionales de carretera:
- Ruta nacional 4
- Ruta nacional 734